# Реакція Біджінеллі
Реакція Біджінеллі (рос. реакция Биджинелли, англ. Biginelli reaction) — тандемна хімічна реакція (чотирикомпонентна) циклоконденсації карбаміду (або іншого аміду), ацетоацетатного естеру та альдегідів у присутності кислоти (пр., HCl або CH3COOH) з утворенням заміщених 1,2,3,4-тетрагідропіримідинів (або дигідропіридинів). Реакцію проводять при нагріванні в абсолютному спирті.
Механізм реакції:
Варіант механізму реакції за Каппе:
Реакція застосовується в комбінаторній хімії. В цьому випадку її проводять з іммобілізованою компонентою (пр., аміноестерною) і вона зупиняється на нециклічному інтермедіаті, циклізація якого здійснюється одночасно з кислотним відщепленням (за допомогою CF3COOH) від полімерної основи (з утворенням, відповідно, похідного дигідропіридину).